# جسر أكساي
جسر أكساي، هو جسر للسيارات الذي يعبر على نهر الدون، والذي يقع في مدينة روستوف-نا-دانو في روسيا. يبلغ طوله الإجمالي 580 م. دشن هذا الجسر عام 1964. في نفس العام، على مساحة 1062 كم من طريق دون، تم بناء هذا الجسر ذو المسارين، وتم تصميمه للسماح بالعبور لي 7000 سيارة في اليوم مع حمل أقصى يبلغ 6 طن لكل محور. في عام 1995، بالإضافة إلى الجسر القديم، تم بناء معبر جديد مكون من ثلاثة طرق. 

## تسمية
سمية باسم أكساي، الاسم الذي يرجع إلي اسم مدينة أكساي التي تقع بالقرب من الجسر. واسم المدينة يرجع إلي اسم الوادي الذي يدخل في نهر الدون. أص ل كلمت أكساي من اللغات التركية، المركبة من ساي التي تعني الوادي ومن أك التي تعني حي أو أبيض.
ف بالتالي كلمت أكساي تعي الوادي الحي أو الوادي الأبيض.

## إعادة الإعمار والإصلاحات الرئيسية
الإصلاحات الحديثة تمت عام 2015 وكلفت سعر يصل 2.94 مليارات روبل روسي.